# Leptomiza mediolimbata
Leptomiza mediolimbata är en fjärilsart som beskrevs av Gustave Arthur Poujade 1895. Leptomiza mediolimbata ingår i släktet Leptomiza och familjen mätare. Inga underarter finns listade i Catalogue of Life.